# ریکاردو دوراندی
ریکاردو دوراندی (انگلیسی: Riccardo Durandi؛ زادهٔ ۶ ژانویهٔ ۱۹۹۰) بازیکن فوتبال اهل ایتالیا است.
از باشگاه‌هایی که در آن بازی کرده‌است می‌توان به باشگاه فوتبال تریستیانا و باشگاه فوتبال اودینزه اشاره کرد.